# Trupanea cosmia
Trupanea cosmia är en tvåvingeart som först beskrevs av Ignaz Rudolph Schiner 1868.  Trupanea cosmia ingår i släktet Trupanea och familjen borrflugor. Inga underarter finns listade i Catalogue of Life.